# Arfa Karim
Arfa Karim Randhawa (Urdu ارفع کریم رندھاوا‎; * 2. Februar 1995 in Ram Diwali, Faisalabad; † 14. Januar 2012 in Lahore) war eine pakistanische A-Level-Schülerin und galt als Wunderkind auf dem Gebiet der Informatik.

## Leben
Karim stammte aus dem Dorf Ram Dewali in Faisalabad, Punjab. Ihre Familie war wohlhabend und westlich orientiert. Ihr Vater ist Angehöriger des  pakistanischen Militärs und förderte Arfa ebenso wie ihre beiden jüngeren Brüder. Mit fünf Jahren hatte Arfa Karim zum ersten Mal Kontakt zu Computern. Bereits im Alter von neun Jahren wurde sie zum damals jüngsten Microsoft Certified Professional (MCP) der Welt. 2005 wurde sie von Bill Gates eingeladen, die Microsoft-Zentrale in den USA zu besuchen.
Am 2. August 2005 wurde Arfa Karim die Fatimah-Jinnah-Goldmedaille auf dem Gebiet der Wissenschaft und Technologie vom pakistanischen Premierminister Shaukat Aziz verliehen. Im August 2005 erhielt sie zudem den Salaam Pakistan Youth Award, verliehen durch den damaligen Präsidenten von Pakistan Pervez Musharraf. Sie war zudem jüngster Inhaber der Auszeichnung Award for Pride of Performance des pakistanischen Präsidenten.
Karim erlitt nach einem epileptischen Anfall am 22. Dezember 2011 einen Kreislaufstillstand, der ihr Gehirn schädigte. Sie wurde in kritischem Zustand in das Combined Military Hospital Lahore eingeliefert.World’s Youngest MCP Arfa Karim Randhawa Shows Signs of Life (Memento vom 7. Januar 2012 im Internet Archive) Dort starb sie am 14. Januar 2012 im Alter von 16 Jahren. An der Trauerfeier am 15. Januar in der Al-Khalid-Moschee von Lahore nahmen viele Prominente teil, darunter der Ministerpräsident der Provinz Punjab, Shahbaz Sharif. Bill Gates sprach ihrer Familie persönlich sein Beileid aus, er hatte zuvor auch versucht, zu helfen und eine Behandlung im Ausland angeboten.
Nach ihrem Tod beschloss die Regierung von Punjab, einen Technologiepark in Lahore nach ihr zu benennen.